# Lijst van kunstwerken in het Mauritshuis/Z
Lijst van kunstwerken in het Mauritshuis en de Galerij Prins Willem V in Den Haag met werken van kunstenaars van wie de naam begint met de letter Z. Vermeldingen in het grijs geven aan dat het werk geen deel meer uitmaakt van de collectie, bijvoorbeeld omdat het in bruikleen gegeven is aan een andere instelling of omdat het teruggegeven is aan de bruikleengever.
| Inventaris-nummer | Maker                  | Titel | Datering      | Type       | Afbeelding |
| ----------------- | ---------------------- | --- | ------------- | ---------- | ---------- |
| 335               | Antonio Zanchi         | Sisyphus | Ca. 1660-1665 | Schilderij |            |
| 462               | Johann Georg Ziesenis  | Portret van Willem V, prins van Oranje-Nassau Zie Portretten van Willem V van Oranje en Wilhelmina van Pruisen | Ca. 1768-1769 | Schilderij |            |
| 463               | Johann Georg Ziesenis  | Portret van Wilhelmina, prinses van Pruisen Zie Portretten van Willem V van Oranje en Wilhelmina van Pruisen   | Ca. 1768-1769 | Schilderij |            |
| 350               | Francesco Zuccarelli   | Een doorwaadbare plaats in een bos                                                                             | 1717-1788     | Schilderij |            |
| 675               | Bernardus Zwaerdecroon | Portret van twee kinderen in pastorale kleding                                                                 | Ca. 1645      | Schilderij |            |